# Марголин, Натан Вениаминович
Ната́н Вениами́нович Марго́лин (1895, м. Лоев, Лоевская волость, Речицкий уезд, Минская губерния, Российская империя — 10 февраля 1938, Москва, СССР) — советский государственный и партийный деятель. Первый секретарь Днепропетровского обкома КП(б) Украины. Член Центральной контрольной комиссии КП(б) Украины (1927—1930). Член ЦК КП(б) Украины (июнь 1930 — январь 1932, июнь 1937 — январь 1938). Кандидат в члены (июнь — июль 1937), член Политбюро ЦК КП(б) Украины (июль 1937 — январь 1938). Входил в состав особой тройки НКВД СССР.

## Биография
Родился в 1895 в местечке Лоев Лоевской волости Речицкого уезда Минской губернии Российской империи (ныне городской посёлок в составе Лоевского района), в еврейской семье. Отец был учителем в городке Лоев. 
В 1908 — мае 1915 года — заготовитель обуви по найму, участник большевистского подполья в Киеве.
Член РСДРП(б) с 1914 года.
В мае — июле 1915 года — рядовой в российской царской армии. В августе 1915 — мае 1916 года — дезертир, работал в большевистском подполье в городе Екатеринославе. В мае 1916 — сентябре 1917 года — рядовой 102-й дивизии 8-й русской армии. В сентябре 1917 — феврале 1918 года — на лечении в госпитале в городе Киеве.
В марте 1918 — феврале 1919 года — военный организатор большевистского подполья города Киева. В феврале — мае 1919 года — комендант Демеевского революционного комитета города Киева, командир отряда. В мае — августе 1919 года — на военно-секретной работе в Народном комиссариате по военным делам Украинской ССР.
В сентябре 1919 — июле 1921 года — агент, начальник отделения особого отдела Туркестанского фронта и 1-й армии РККА в городах Самаре, Ташкенте и Ашхабаде. В августе 1921 — мае 1922 года — начальник отдела Киевской губернской Чрезвычайной комиссии (ЧК).
В мае — сентябре 1922 года — ответственный секретарь Сквирского уездного комитета КП(б)У Киевской губернии. В сентябре 1922 — августе 1923 года — ответственный секретарь Черкасского уездного (окружного) комитета КП(б)У Киевской губернии.
В сентябре 1923 — июне 1924 года — слушатель курсов при ЦК КП(б)У в городе Харькове. В июне 1924 — июле 1925 года — заместитель ответственного секретаря Уманского окружного комитета КП(б)У Киевской губернии.
В августе 1925 — мае 1928 года — ответственный секретарь Сталинского районного комитета КП(б)У города Киева.
В мае 1928 — августе 1930 года — ответственный секретарь Мелитопольского окружного комитета КП(б)У.
В сентябре 1930 — августе 1931 года — слушатель Московской Промышленной академии имени Сталина. Закончил только первый курс.
В августе 1931 — январе 1934 года — 1-й секретарь Бауманского районного комитета ВКП(б) города Москвы. В январе 1934 — марте 1935 года — 1-й секретарь Сталинского районного комитета ВКП(б) города Москвы.
В марте 1935 — апреле 1937 года — 2-й секретарь Московского областного комитета ВКП(б).
В марте — мае 1937 года — исполняющий обязанности 1-го секретаря, в мае — ноябре 1937 года — 1-й секретарь Днепропетровского областного комитета КП(б)У. Этот период отмечен вхождением в состав особой тройки, созданной по приказу НКВД СССР от 30.07.1937 № 00447 и участием в сталинских репрессиях.
3 ноября 1937 года арестован. Этапирован в Москву. 8 февраля 1938 г. осужден Военной Коллегией Верховного Суда СССР к расстрелу за участие в контрреволюционной террористической организации. Расстрелян, похоронен на полигоне "Коммунарка" в Московской области. Реабилитирован в 1955 г.